# Campionato europeo di pallanuoto 1926 (maschile)
La prima edizione dei campionati europei di pallanuoto si svolse a Budapest, all'interno del programma dei primi campionati europei di nuoto, dal 18 al 22 agosto 1926.
Alla manifestazione presero parte appena quattro formazioni, che si affrontarono in un girone all'italiana. Il primo titolo continentale venne conquistato dai padroni di casa dell'Ungheria.

## Risultati
| Data     | Gara     | Gara  | Gara     |
| -------- | -------- | ----- | -------- |
| 18-08-26 | Ungheria | 8 - 1 | Germania |
| 19-08-26 | Germania | 6 - 4 | Belgio   |
| 20-08-26 | Ungheria | 5 - 0 | Belgio   |
| 20-08-26 | Svezia   | 5 - 4 | Germania |
| 21-08-26 | Svezia   | 3 - 3 | Belgio   |
| 22-08-26 | Ungheria | 3 - 2 | Svezia   |

## Classifica finale
|    | Squadra  | Punti | G | V | N | P | GF | GS | DR  |
| -- | -------- | ----- | - | - | - | - | -- | -- | --- |
|    | Ungheria | 6     | 3 | 3 | 0 | 0 | 16 | 3  | +13 |
|    | Svezia   | 3     | 3 | 1 | 1 | 1 | 10 | 10 | 0   |
|    | Germania | 2     | 3 | 1 | 0 | 2 | 11 | 17 | -6  |
| 4. | Belgio   | 1     | 3 | 0 | 1 | 2 | 7  | 14 | -7  |

### Campioni
| Oro |
| Ungheria István Barta Tibor Fazekas Márton Homonnai Alajos Keserű Ferenc Keserű József Vértesy János Wenk |